# 1809 års successionsordning

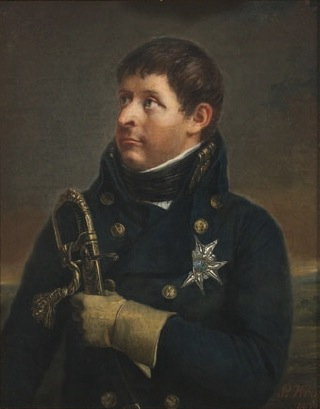
Kronprins Karl August, tidigare prins Christian August

1809 års successionsordning var en svensk grundlag som genom vilken den danske prinsen Christian August blev svensk kronprins den 18 december 1809. Vid ankomsten till Sverige fick han namnet Karl August. Han dog under en militärövning knappt ett år senare.
Lagen ersattes året därpå av 1810 års successionsordning genom vilken den franske marskalken Jean Baptiste Bernadotte blev ny tronföljare.